# La naturalesa dels déus
La naturalesa dels déus (en llatí: De Natura Deorum) és un assaig filosòfic publicat pel polític i escriptor romà Marc Tul·li Ciceró l'any 45 a.C. Desenvolupada en forma de diàleg, l'obra consta de tres llibres on es genera una discussió teològica entre estoics i epicuris.

## Context
Durant l'any 45 a.C, Ciceró estava reclòs a la seva residència a Túsculum. Va ser allà on va escriure la major part de les seves obres filosòfiques, com De finibus bonorum et malorum, Hortensius, De fato, entre d'altres. Després de la victòria de Cèsar sobre Pompeu l'any 48 a.C, Ciceró es va dedicar a la reflexió i la creació d'obres filosòfiques. Finalment Cèsar va perdonar a l'orador romà per la seva importància i virtut com a polític i orador, tot i haver estat a favor de Pompeu durant la guerra civil. De natura deorum forma part d'un conjunt d'obres que van ser escrites en el punt més àlgid del coneixement i l'experiència de Ciceró. Fins a la seva mort l'any 43 a.C, la vida de l'orador romà va ser una successió de múltiples defenses com a advocat, càrrecs públics fins a arribar a ser cònsol l'any 64 a.C i diferents obres de caràcter polític i retòric. Per tant, Ciceró havia tingut una llarga carrera política i oratòria, les quals coses li van permetre reflectir àmpliament els seus coneixements i les seves reflexions durant la seva estada a Túsculum.

## Estructura, continguts i tema
La datació de l'escena dramàtica de l'obra se situa del 77 al 75 a.C, entre el retorn de Ciceró de Grècia i la seva partida cap a Sicília per a fer de qüestor. Els personatges que s'intercanvien opinions en el diàleg són:
- Quint Lucili Balb, filòsof estoic romà.
- Gai Aureli Cotta, cònsol durant l'any 75 a.C.
- Gai Vel·lei, epicuri, probablement tribú abans del 90 a.C.

El propi Ciceró narra el diàleg, però no hi participa. L'acció se situa a la vi·la rural de Cotta.

### Llibre I[1]
Vel·lei argumenta a favor de la teologia epicúria.
- Pròleg (1-17): es dedica l'obra a Brutus i Ciceró la introdueix parlant sobre l'origen de la filosofia en un mateix. Argumenta que la filosofia comença en la ignorància, i mostra un cert escepticisme acadèmic. Tot seguit exposa d'una forma breu la visió dels epicuris i els estoics sobre la naturalesa dels déus.
- Vituperatio (18-24): Vel·lei exposa la teologia epicúria i ridiculitza el pensament platònic i estoic.
- Narratio (25-43): Cotta i Vel·lei inicien una discussió amb reflexions de diversos pensadors grecs. Cotta comença amb arguments dels presocràtics com Tales de Milet, Anaximandre, Anaxàgoras, Pitàgores, Parmènides i Xenòfanes. Aquests defensen un déu sense cos, intangible, i la divinització de l'ànima o, segons Anaxàgores, la ment. Vel·lei critica les contradiccions de Plató, el qual en les seves obres Timeu i Lleis anomena a déu 'incorpori', però més tard anomena la terra, el cel i fins i tot les ànimes humanes 'déu'. També qüestiona la concepció d'Aristòtil de déu com el món en si. Retorna la defensa dels estoics (Zenó, Perseu, Diògenes de Babilònia), que identifiquen déu amb el món i els elements i li atorguen la funció de benefactor dels mortals.
- Confirmatio (43b-56): s'hi exposa la posició dels epicuris. Entre els pensadors epicuris hi ha un consens que afirma que existeixen uns déus immortals i feliços que es perceben a través de la ment, no dels sentits. Aquesta felicitat que gaudeixen els déus és possible gràcies a que els àtoms creen i administren el món, en contraposició amb els déus estoics, els quals no cessen de treballar per al món.
- Refutatio (57-124): Cotta refuta la posició epicúria. Critica sobretot el pensament de Demòcrit i d'Epicur. Argumenta que si els déus estan fets d'àtoms, no són immortals i llança la pregunta retòrica als epicurs de com poden estar els déus epicuris feliços.

### Llibre II[1]
Balb exposa els detalls de la teologia estoica.
- Pròleg (1-3): Vel·lei critica que l'eloqüència filosòfica de Cotta està estancada, però Balb insisteix en refutar el pensament epicuri.

- Partitio (4-167): Balb estructura la teologia estoica en quatre parts. En primer lloc, parla de l'existència de Déu (4-44). Ho intenta demostrar amb fets històrics com les epifanies, la importància dels àugurs a Roma en les fundacions o les decisions militars. Per tancar aquest apartat, evidencia l'existència de les forces divines en els elements naturals com la calor, el creixement de les plantes, les sensacions dels animals i la raó en l'home. Tot això necessita un força superior que ho domini. En segon lloc, continua amb la natura divina en quatre punts (45-72). Segons Balb, la forma del món és esfèrica (primer punt); allò que és diví està actiu, com la successió de les estacions, el moviment del sol, etc. (segon punt); com que els déus no tenen cos, no estan subjectes al cansament, accidents o problemes de salut, és per això que no els costa ser déus massa treballadors (tercer punt); els déus tenen forma en les emocions, els actes de la natura, l'amor, i no en cossos antropomòrfics (quart punt). A continuació, exposa la providència de Déu. Igual que els mortals, els déus estan organitzats en comunitat per ordenar el món i les seves lleis, les quals adquireixen els mortals de forma innata. Gràcies a aquests, l'estructura del món és perfecta, per tant, els animals i les plantes són creades per a la supervivència de totes les espècies i dels homes. Balb equipara totes les parts i qualitats de l'home (òrgans, ossos, raó, sentits...) com un regal de Déu. Per finalitzar, Balb exposa alguns regals que els mortals han rebut per la sol·licitud als déus. Respecte a les ciutats, parla sobre la protecció d'algunes divinitats i la creació dels espectacles, els quals només serveixen com a distracció i a diversió. Els regals més pràctics són aquells animals que d'una forma o una altra ha ajudat als humans en els seus afers, com podrien ser els cavalls, els gossos, elefants, i aquells animals que gaudim, com serien els porcs i els peixos. Quant als plaers menors, menciona el vi i les olives dins l'agricultura.
- Peroratio (168): Cotta es disposa a contradir Balb.

### Llibre III[1]
Crítica acadèmica de Cotta dirigida a la teologia estoica.
- Pròleg (1-6): Malgrat els estoics són més difícils de refutar, segons Cotta, aquest es disposa a argumentar seguint l'estructura de Balb (existència de Déu, natura divina, providència de Déu, sol·licitud) No obstant, el fragment corresponent a la providència de Déu no s'ha conservat.[3]
- Refutatio (7-93): Primerament, Cotta qüestiona les evidències donades per Balb, ja que les epifanies són per ell rumors sense confirmar i, en molts casos, llegendes. Si és cert que el destí està fixat, la divinització dels elements naturals no tindria sentit per a Cotta. Quant a la natura divina, nega l'equiparació de Déu amb el món, ja que el món només realitza unes funcions específiques, no pot conduir-se per la seva voluntat i no pot escapar d'aquestes funcions. Això explicaria també la regularitat de les estrelles. Tot seguit nega l'afirmació de Sòcrates de que els productes de la raó provenen de les divinitats i afegeix que provenen de la regularitat de la natura. Finalment, Cotta que els mortals no deuen res als déus, ja que la raó sense la virtut, que és pròpia dels homes, no serviria de res. Els déus són indiferents i deixen prendre decisions als mortals, els quals acabaran patint, siguin bons o dolents. Juntament amb això, Cotta justifica que és evident que la llibertat i la propietat són coses que els humans ens donem entre nosaltres mateixos, a conseqüència de la nostra organització en comunitat.
- Peroratio (94-95): Cotta expressa la seva intenció purament centrada en el debat, no en la condemna, i Vel·lei considera que aquest és més a prop de la veritat. No obstant, Ciceró es mostra a favor de Balb.